# Winnie Langat
Winnie Langat (ur. ok. 1987) – kenijska lekkoatletka, specjalizująca się w skoku o tyczce.
Zajęła szóste miejsce na Mistrzostwach Aryki w Lekkoatletyce w 2010 roku. Była rekordzistką Kenii i wielokrotnie zdobywała złoty medal na mistrzostwach tego kraju.